# Achernar

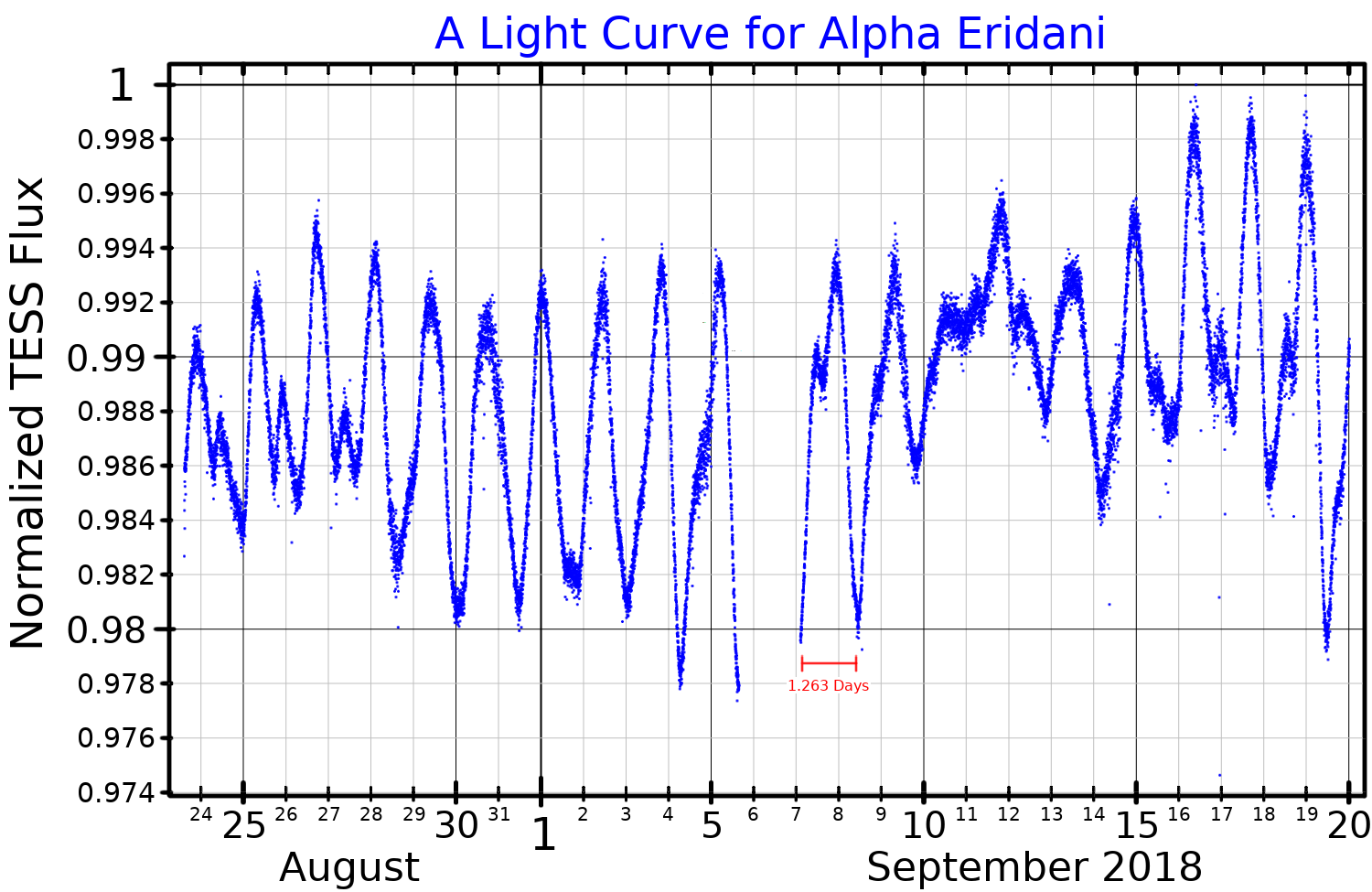
Lichtkromme van Achernar

Achernar (alpha Eridani) is de helderste ster in het sterrenbeeld Eridanus (Rivier Eridanus) en een van de helderste aan de hemel.
De ster is een type B hoofdreeksster. De ster heeft ongeveer 7 zonsmassa's en draait zo snel om haar as dat de diameter om de evenaar meer dan 50% groter is dan die om de polen gemeten. De ster maakt deel uit van de Pleiadengroep.
Achernar is vanuit de breedte van de Benelux niet te zien.